# Hoth (planète)
Vous lisez un « bon article » labellisé en 2022.
Pour les articles homonymes, voir Hoth.
Astre fictif apparaissant dans
Star Wars.
Hoth est une planète glacée de l'univers de fiction Star Wars. Située dans la Bordure extérieure, cette planète orbite autour de l'étoile homonyme. L'Alliance rebelle y installe une base secrète pour se cacher du maléfique Empire galactique à la suite de la bataille de Yavin.
Elle apparaît principalement dans le film L'Empire contre-attaque. Les scènes extérieures ont été tournées en Norvège.
En plus des films, Hoth est représentée dans la série télévisée Forces du destin, dans les mises en roman du film dans lequel elle apparaît, ainsi que dans plusieurs romans, jeux vidéo et bandes dessinées.

## Contexte
L'univers de Star Wars se déroule dans une galaxie qui est le théâtre d'affrontements entre les Chevaliers Jedi et les Seigneurs noirs des Sith, personnes sensibles à la Force, un champ énergétique mystérieux leur procurant des pouvoirs psychiques. Les Jedi maîtrisent le Côté lumineux de la Force, pouvoir bénéfique et défensif, pour maintenir la paix dans la galaxie. Les Sith utilisent le Côté obscur, pouvoir nuisible et destructeur, pour leurs usages personnels et pour dominer la galaxie.

## Géographie

### Situation spatiale

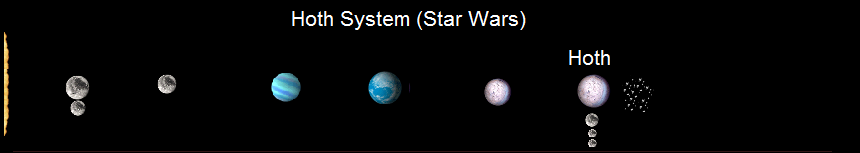
Système planétaire de Hoth

Hoth se situe au Sud galactique, dans la Bordure extérieure. Comme Bespin, elle se trouve dans le Secteur Anoat. Le corridor d'Ison relie Bespin et Anoat à Hoth,.
Dans le système à l'étoile éponyme, la planète Hoth est la dernière planète en partant du centre, soit la sixième. Trois satellites naturels gravitent autour d'elle. La planète est souvent frappée par des météores,.

### Topographie
Hoth est couverte d'un désert de glace, où il fait jusqu'à −60 °C la nuit. Un tiers de la surface de la planète est océanique. La planète peut par ailleurs être intégralement couverte d'un bouclier d'énergie.
Un site naturel notable de la planète est Moorh Morraine, à partir duquel les forces de l'Empire galactique lancent leur assaut terrestre sur la base Echo de l'Alliance rebelle au début de la bataille de Hoth.

### Formes de vie
Hoth ne compte que deux espèces animales, un phytophage, le tauntaun, et un prédateur, le wampa. Ils vivent dans les grottes de la planète, où le noyau de Hoth réchauffe l'environnement et où la lumière de l'étoile permet à des plantes de pousser.
Les quinze espèces de tauntaun vivent en troupeaux d'environ vingt-cinq animaux dans la toundra équatoriale de Hoth. Il s'agit d'un lézard bipède d'environ 2,4 m de haut. Il possède des cornes circulaires incurvées vers le haut, qu'il utilise pour les combats, et une queue qui lui permet de s'équilibrer tout en courant. Sur la neige, ses pattes postérieures lui permettent de se propulser tandis que ses pattes antérieures lui permettent de creuser. Il secrète des huiles fortement odorantes,,.

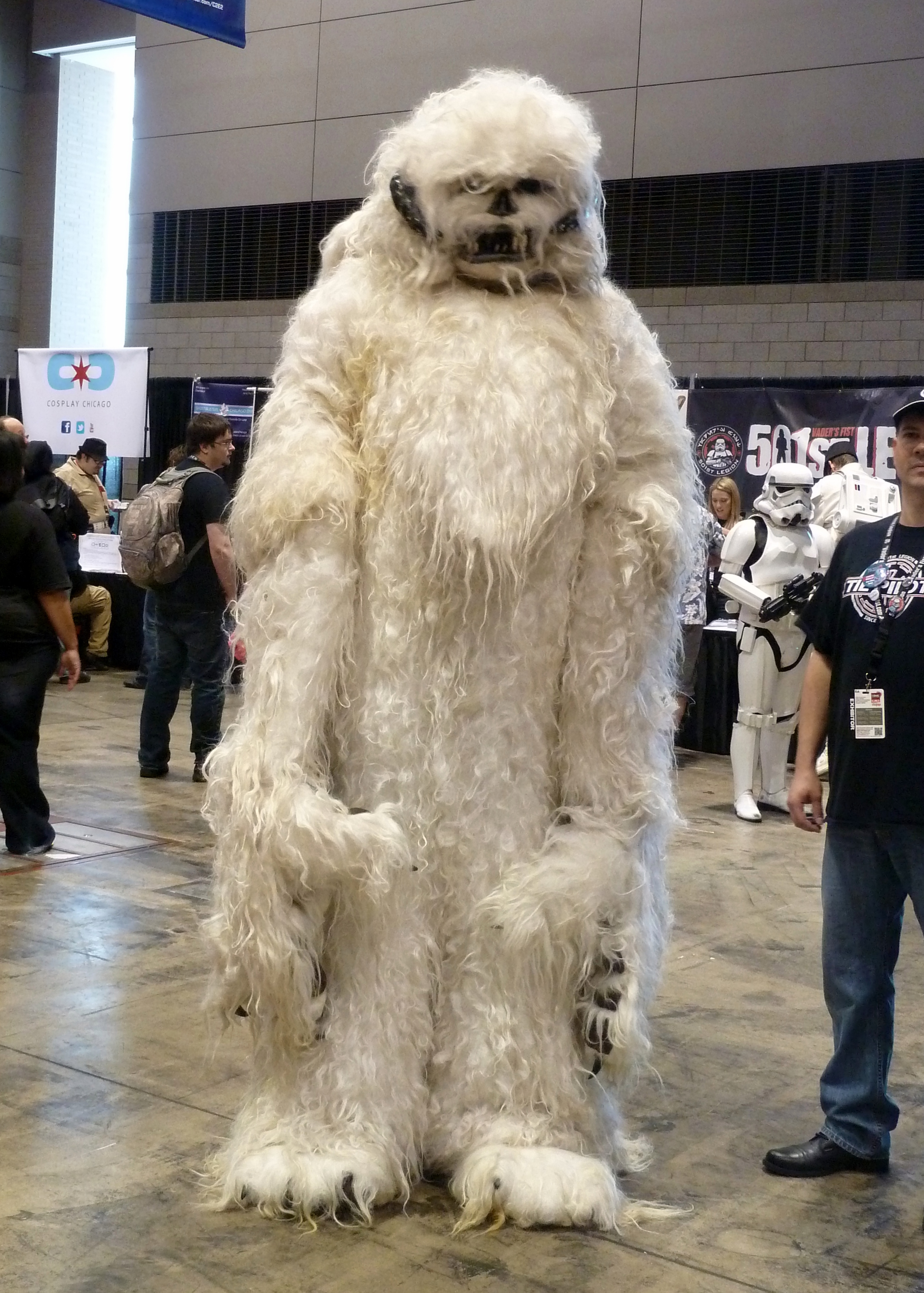
Cosplay de wampa.

Le wampa est un imposant bipède d'environ 3 m de haut, pesant en moyenne 150 kg. Il possède une fourrure blanche, qui lui permet de se camoufler pour tendre une embuscade à sa proie. Il arbore des cornes similaires à celles du tauntaun. Il traîne ses proies, en général des tauntauns, dans des cavernes pour les manger, sur le moment ou après avoir attendu que la température les gèle. Il peut se rassembler en meute si nécessaire,,,.

### Installations
L'Alliance rebelle construit principalement la base Echo à Hoth. Les ingénieurs rebelles creusent en effet la nouvelle base principale de l'Alliance dans la roche. La base Echo, labyrinthique, est composée de zones creusées artificiellement et de grottes naturelles à la fois. Toutefois, le système d'alimentation électrique y présente un certain nombre de failles qui risquent constamment de priver de chauffage une grande partie de la population rebelle. Salle majeure de la base, le hangar principal permet à des techniciens d'améliorer les vaisseaux en fonction des conditions extrêmes et de permettre une évacuation d'urgence si nécessaire.
En outre, les rebelles construisent des avant-postes. L'un d'eux, la station Echo 3-T-8, est la première installation rebelle attaquée par les TB-TT impériaux lors de la bataille de Hoth. Il existe d'autres avant-postes, comme l'avant-poste Delta au nord-ouest de la base Echo. Les avant-postes sont équipés de tranchées et de tourelles pour permettre une résistance efficace en cas d'invasion.

## Univers officiel

### Installation de l'Alliance rebelle

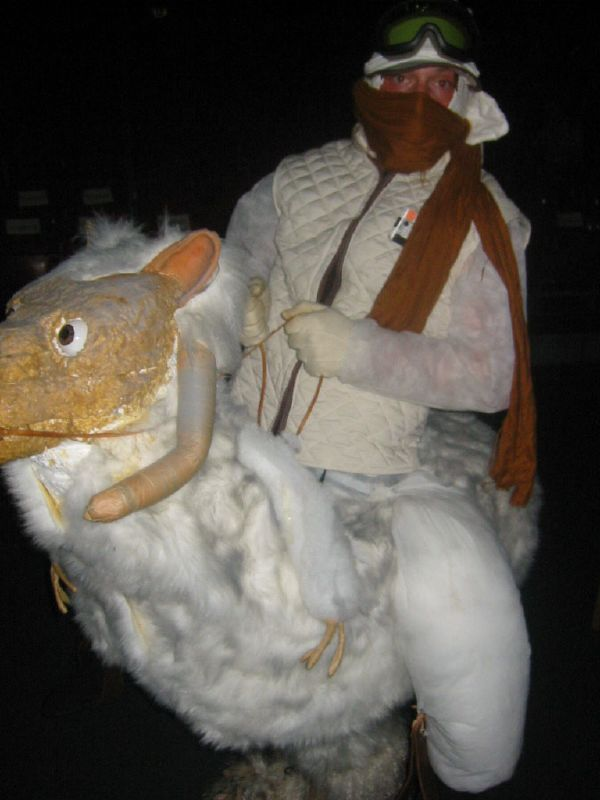
Cosplay de soldat rebelle chevauchant un tauntaun.

À la suite de la bataille de Yavin, la principale base secrète de l'Alliance rebelle, Yavin 4, a été découverte par l'Empire galactique, l'obligeant à s'installer autre part. Les rebelles choisissent Hoth, un monde désolé et inconnu de la majorité des cartes de navigation. Ils doivent construire un nouveau centre de commandement dans les grottes de la planète, et pour cela ils doivent maîtriser les fontes et éboulements. Après plusieurs mois d'aménagement en creusant dans Hoth, les rebelles nomment cette installation « base Echo » en référence à l'acoustique de cette caverne,.
Progressivement, l'Alliance rebelle doit adapter son matériel aux conditions extrêmes de Hoth. Par exemple, les airspeeders légers T-47, originellement conçus comme simples speeders de basse altitude, sont transformés par les rebelles en snowspeeders utilisables à Hoth.
Un jour, les systèmes de chauffage de la base Echo s'arrêtent. Han Solo et Chewbacca décident alors d'utiliser des pièces de leur vaisseau spatial, le Faucon Millenium, pour réparer le réacteur en surcharge tandis que la base est évacuée pour éviter une catastrophe en cas d'explosion du réacteur. Dans le même temps, Han se voit contraint d'héberger des tauntauns dans le Faucon Millenium pour permettre leur survie malgré la panne qui touchait alors les systèmes de chauffage notamment. Finalement, Han réussit à réparer le réacteur, sauvant l'Alliance rebelle,.
Quelque temps plus tard, Luke Skywalker, membre de l'Alliance rebelle alors en patrouille, est attaqué par un wampa. L'animal tue la monture de Luke, un tauntaun, et assomme le propriétaire. Le wampa dévore dans sa grotte le tauntaun, après avoir accroché au plafond Luke la tête en bas. Ce dernier, en grand danger, utilise alors la Force pour récupérer son sabre laser. Le wampa attaque la proie devenue dangereuse, mais se fait couper un bras par le sabre. Ainsi, Luke échappe à l'animal,.
Toutefois, Luke souffre de ses blessures, prêt à leur succomber. Alors, chevauchant un tauntaun, Han, à la recherche de celui-ci, le trouve. Le tauntaun meurt alors de froid, et Han ouvre le cadavre pour y abriter Luke et le sauver d'une hypothermie mortelle. Ainsi, Luke peut survivre assez longtemps pour être secouru et soigné.

### Bataille de Hoth
Alors que les rebelles Han Solo et Chewbacca patrouillent dans les plaines glacées, une sonde de l'Empire galactique les repère. Bien que Solo lui tire dessus, les impériaux sont avertis de la présence rebelle à Hoth. Une bataille entre des forces de l'Empire et de l'Alliance rebelle s'ensuit.
Les vaisseaux de l'Alliance doivent fuir avant l'arrivée de l'Empire. Les rebelles non combattants sont évacués en priorité, et les vaisseaux les transportant quittent rapidement le système par l'hyperespace. Les soldats rebelles doivent alors empêcher les impériaux d'entrer dans la base Echo.

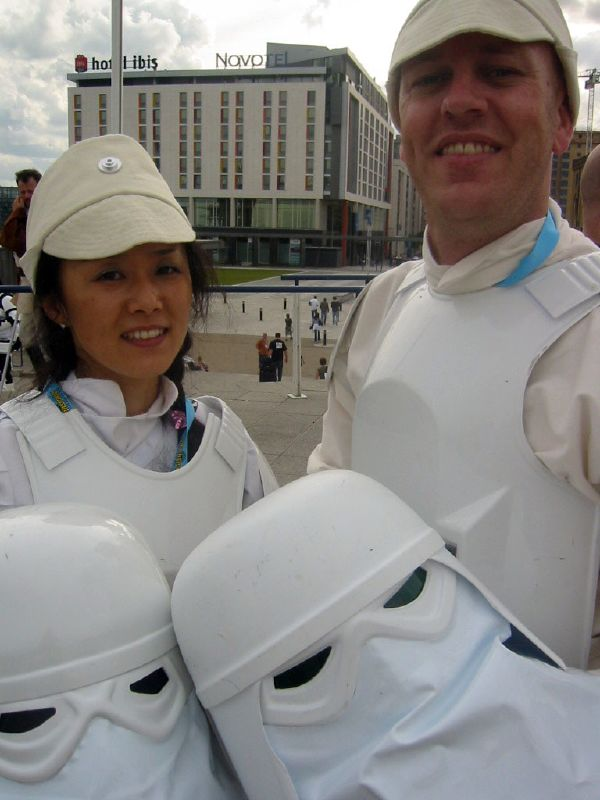
Cosplays de snowtroopers ayant retiré leur casque.

Pour permettre l'atterrissage des vaisseaux impériaux, le général Veers est chargé de commander des marcheurs impériaux TB-TT et des snowtroopers pour détruire le générateur de bouclier d'énergie planétaire installé par les rebelles. L'infanterie et les snowspeeders rebelles tentent alors de repousser l'invasion impériale,,.
La méthode utilisée par l'Alliance rebelle pour vaincre les TB-TT provient de Luke Skywalker. Cette technique demande la participation des deux soldats présents à bord d'un snowspeeder. Le canonnier projette le câble du speeder pendant que le pilote le fait tourner autour des pattes du marcheur impérial tout en évitant soigneusement de percuter le TB-TT. Déstabilisé par ses pattes bloquées, le marcheur s'effondre au sol et le snowspeeder rebelle peut alors viser un point faible derrière le cou du TB-TT pour le faire exploser. Certes, l'Alliance abat ainsi des marcheurs impériaux durant cette bataille, mais elle ne réussit pas à venir à bout de l'ensemble des TB-TT.
Durant la bataille, un pilote rebelle, Derek Klivian, surnommé « Hobbie », se sacrifie après que son snowspeeder a reçu un coup fatal. Il envoie son véhicule vers la tête du TB-TT Blizzard One, en tête de l'offensive impériale, et en vient à bout.
L'un des TB-TT tire sur le générateur visé par les forces impériales, ce qui permet aux autres vaisseaux impériaux d’atterrir à Hoth. Les rebelles restants essaient alors d’empêcher les snowtroopers du seigneur Sith Dark Vador d'entrer et de prendre la base Echo, mais celle-ci est rapidement envahie par les troupes impériales. Les rebelles ayant survécu à l'assaut évacuent alors la base, qu'ils laissent abandonnée à l'Empire,.

## Univers Légendes
À la suite du rachat de la société Lucasfilm par The Walt Disney Company, tous les éléments racontés dans les produits dérivés datant d'avant le 26 avril 2014 ont été déclarés comme étant en dehors du canon et ont alors été regroupés sous l’appellation « Star Wars Légendes ».

### Grande guerre galactique
Durant la Grande guerre galactique, la République galactique affronte l'empire Sith dans le système Hoth. La bataille transforme la planète en cimetière de vaisseaux. Des pirates tentent dès lors de piller les épaves. Toutefois, à la suite de la signature du traité de Coruscant, les deux superpuissances galactiques s'étant auparavant affrontées dans ce système essaient de le reprendre à l'ennemi. En effet, la présence de nombreuses épaves à forte valeur en fait une propriété stratégique.

### Refuge de criminels
Hoth est régulièrement utilisée par des hors-la-loi pour se cacher. Elle est tour à tour utilisée par divers pirates et contrebandiers. Le pirate Salmakk, un mon calamari, construit notamment ce qui devient plus tard la base Echo.

### Base de l'Alliance rebelle
Découverte accidentellement par Luke Skywalker et C-3PO, Hoth devient, à la suite de la bataille de Yavin, la nouvelle cachette de l'Alliance rebelle. Les rebelles s'installent notamment dans la base Echo, une installation conséquemment perturbée uniquement par les attaques wampas, qui amènent les rebelles à tenter d'améliorer leur système de sécurité. Toutefois, l'Empire les découvre.
L'attaque impériale débute alors par une intervention dirigée par le général Maximillian Veers, qui en profite pour montrer à Dark Vador son efficacité. Le général commande alors ses troupes à bord du TB-TT Blizzard 1. Après la fuite réussie des rebelles, Dark Vador atterrit à Hoth. Il quitte peu après la planète, après s'être souvenu d'une suggestion du chasseur de primes Boba Fett, qui lui permettrait de parvenir à ses fins, c'est-à-dire d'attirer Luke Skywalker à lui.

## Concept et création
Dans un premier temps de la conception de l'idée de L'Empire contre-attaque, « Hoth » sert de nom à une géante gazeuse, qui est ensuite renommée « Bespin ». Finalement, le nom de « Hoth » est utilisé pour ce qui était jusque là appelé « Ice Planet ».

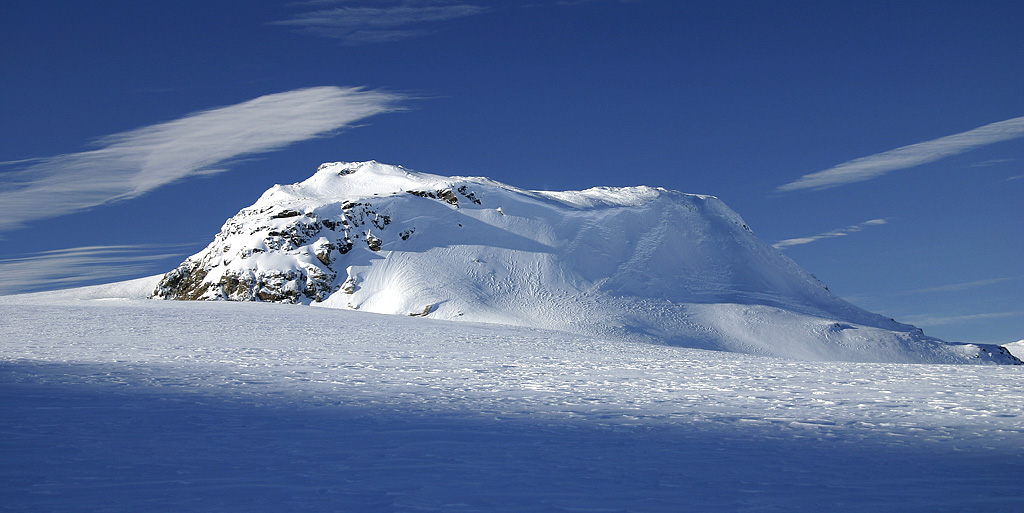
Lieu de tournage de Hoth, à Finse, en Norvège.

Les scènes qui montrent Hoth dans le film sont tournées à Finse et sur le glacier Hardangerjøkulen en Norvège. Le tournage débute le 5 mars 1979 et prend plus de huit semaines, contre trois de prévues. Dans un premier temps, l'équipe a creusé des tranchées dans la neige pour s'en servir comme chemins empruntés par les rebelles dans le film, mais au commencement du tournage les tranchées sont retrouvées couvertes de nouvelle neige. En parallèle, d'intenses blizzards balayent la région. Ainsi, du fait du climat extrême, alors d'environ −30 °C, l'équipe de tournage filme en intérieur, à la fenêtre d'un hôtel,,,.
La scène de la bataille entre rebelles et impériaux a été conçue dans une zone recréée en miniature. L'apparente neige est alors constituée par du bicarbonate de soude et des bulles de verre.
Dans L'Empire contre-attaque, une scène en particulier censée se dérouler à Hoth a été coupée. Elle présente une suite à la scène durant laquelle un wampa tient Luke Skywalker prisonnier dans sa grotte. Ainsi, dans la scène coupée, le wampa, accompagné d'autres membres de son espèce, attaque la base Echo de l'Alliance rebelle dans un premier temps en s'y infiltrant en toute discrétion. En effet, la partie coupée inclut un plan dans lequel un wampa passe non loin de Han Solo et de Leia Organa sans qu'ils ne s'en aperçoivent. Finalement, une scène montre des wampas emprisonnés derrière une porte, leurs autres congénères ayant participé à l'assaut exterminés. Durant l'attaque lancée par l'Empire galactique sur la base, une autre scène liée à la précédemment décrite voit trois stormtroopers ouvrir la porte qui les sépare des wampas enfermés et se faire attaquer par ceux-ci, Dark Vador les ignorant. Sur le concept de wampa, seule la scène de la grotte est conservée dans le montage final, tandis que les autres, jugées insuffisamment pertinentes visuellement, autant en termes d'effets spéciaux que d'effet sur le spectateur, ne sont visibles que sur Disney+,.

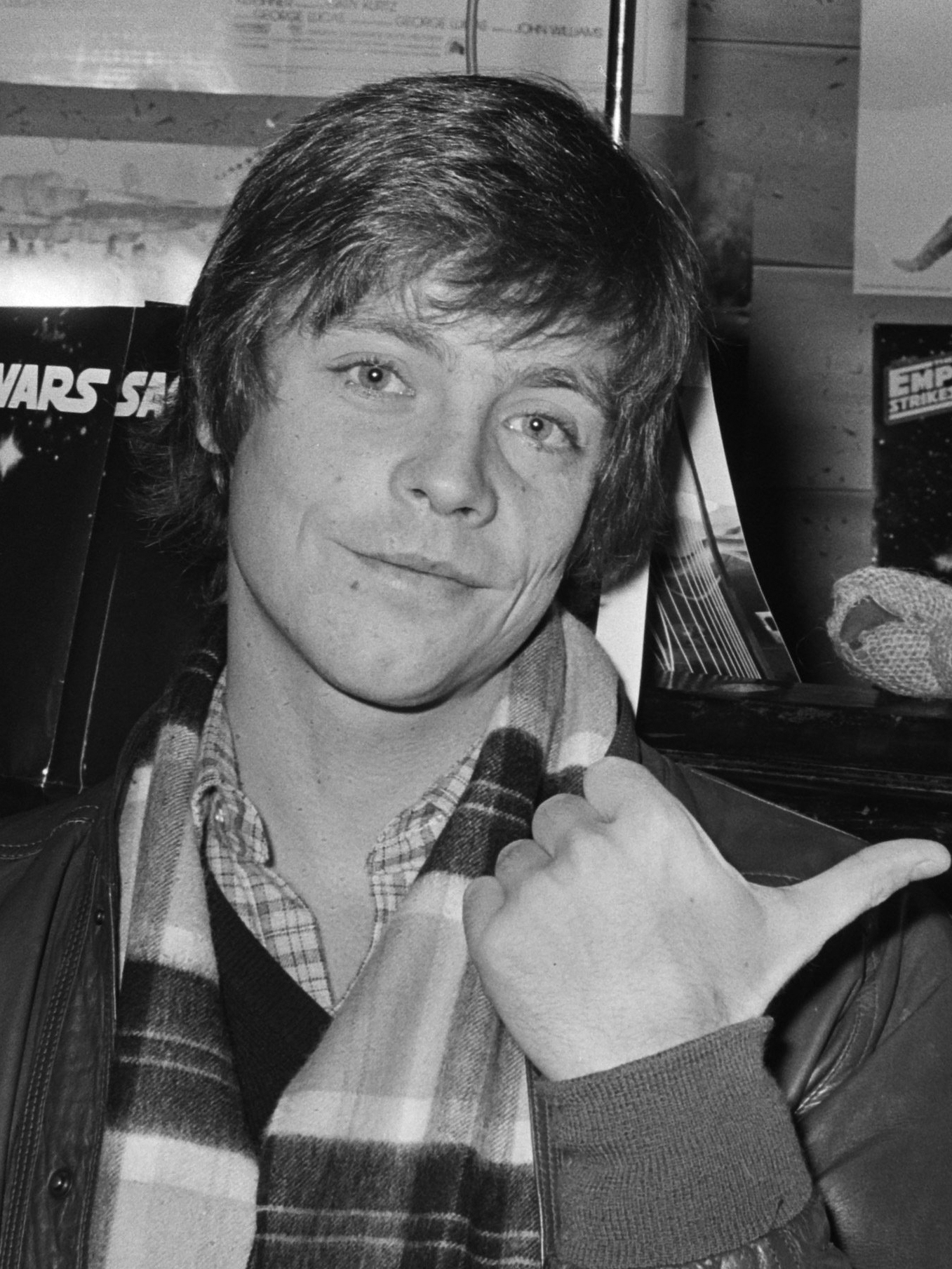
Mark Hamill l'année de sortie de L'Empire contre-attaque.

La scène conservée elle-même est incluse dans le film principalement afin d'expliquer que le personnage de Luke Skywalker ait été blessé. En effet, l'acteur de Luke, Mark Hamill, a subi un accident de voiture entre les tournages respectifs d'Un nouvel espoir et de L'Empire contre-attaque.

## Adaptations
En plus de ses apparitions officielles dans les romans, mises en roman, films et séries télévisées, Hoth apparaît dans d'autres produits dérivés de l'univers Star Wars.

### Jeux vidéo
Hoth est la planète qui sert de terrain au premier jeu Star Wars, Star Wars: The Empire Strikes Back, de 1982. Le joueur y pilote un snowspeeder qui affronte des TB-TT.
Elle se retrouve dans un autre jeu aussi intitulé Star Wars: The Empire Strikes Back, mais sorti en 1985. Le joueur y abat des droïdes sondes et des TB-TT. Ce jeu ne se limite pas à Hoth, proposant de piloter le Faucon Millenium dans un champ d'astéroïdes.
Le troisième Star Wars: The Empire Strikes Back, de 1992, reprend le concept de son prédécesseur sorti dix ans plus tôt. Il ajoute aussi le fait que, lorsque le snowspeeder est trop dégradé, le joueur contrôle Luke Skywalker au sol, devant s'attaquer aux troupes ennemies et vaincre le TB-TT face à lui.
Hoth se retrouve dans Super Star Wars: The Empire Strikes Back de 1993. En gardant le même objectif de destruction de TB-TT que les jeux précédents, ce jeu diffère par le point de vue donné : ses prédécesseurs donnent une vue de profil qui met sur le même plan le snowspeeder et le TB-TT tandis que ce jeu tente de reproduire une sorte de perspective en plaçant le snowspeeder au centre à l'avant.
Le début du jeu Star Wars: Shadows of the Empire de 1996 se déroule dans la base Echo à Hoth. Cette première partie inclut par ailleurs des wampas à l'intérieur de la base, en référence aux scènes coupées.
Le gameplay de la partie de la bataille de Hoth de Star Wars: Shadows of the Empire est repris dans une mission bonus du jeu Star Wars: Rogue Squadron de 1998. Hoth réapparaît dans les deux suites de ce jeu, Star Wars: Rogue Squadron II - Rogue Leader et Star Wars: Rogue Squadron III - Rebel Strike.
Hoth est aussi présente dans Star Wars Jedi Knight: Jedi Academy de 2003. Jaden Korr, personnage incarné par le joueur, s'y rend au cours de son enquête sur un culte Sith qui vénère Marka Ragnos,.
Dans le jeu de 2004 Star Wars: Battlefront, la bataille de Hoth peut être jouée dans le camp de l'Empire, contrairement aux versions des jeux précédents. Hoth se retrouve de même dans la suite sortie en 2005 Star Wars: Battlefront. La bataille est à nouveau présente dans le remake de 2015 Star Wars: Battlefront. Elle figure dans le trailer présenté dans l'E3 2014, mais il s'agit surtout de la planète choisie comme terrain de la première démo du jeu lors de l'E3 2015,.
Hoth est présente dans le jeu vidéo de 2006 Lego Star Wars II : La Trilogie originale puis dans Lego Star Wars : La Saga complète de 2007. Le niveau de la bataille de Hoth se structure principalement en mission de véhicule, type de niveau spécial dans les jeux vidéo Lego Star Wars durant lequel le joueur pilote un véhicule, en l'occurrence un snowspeeder. Hoth revient dans le jeu de 2022 Lego Star Wars : La Saga Skywalker. Comme dans les deux autres jeux vidéo Lego Star Wars, elle constitue le terrain de la première mission de la partie L'Empire contre-attaque. Cette mission est appelée « Hoth and Cold »,. Le joueur peut déverrouiller le personnage K-3PO en accomplissant une mission fournie par un personnage non-joueur qui se trouve sur Hoth. Ce jeu comporte également plusieurs versions de personnages habillés tels qu'ils le sont lorsqu'ils se situent à Hoth.
Hoth est le terrain d'un contenu téléchargeable additionnel de Star Wars : Le Pouvoir de la Force de 2008. Il propose une version alternative de l'histoire, dans laquelle Starkiller revient au Côté obscur, détruit le générateur du bouclier de la base Echo, vainc Luke Skywalker et en fait son apprenti.
Par ailleurs, la planète est, avec Tatooine, Alderaan et Coruscant, l'une des quatre tirées des films à figurer dans le jeu de 2011 Star Wars: The Old Republic. La lutte entre la République galactique et l'empire Sith pour contrôler Hoth et ses précieuses épaves y est notamment présentée.
Hoth est ajoutée le 30 novembre 2012 au jeu Angry Birds Star Wars, qui retrace l'intrigue de la trilogie originale. Peu avant que la mise à jour soit mise en ligne, Rovio met en ligne une bande-annonce sur la bataille de Hoth avec des TB-TT à l'apparence porcine.
Hoth est le troisième monde visité dans le jeu de 2015 Star Wars : Insurrection. Le joueur y incarne un contrebandier face aux forces de l'Empire galactique.

### Autres
Lego a produit des figurines sphériques de diverses planètes, celle de Hoth est sortie en 2013 sous le numéro 75009 « Snowspeeder & Planet Hoth », elle est accompagnée d'une figurine d'un pilote et d'une de son snowspeeder. Outre cela, Lego produit un certain nombre d'autres boîtes représentant différents lieux et évènements de Hoth, notamment la grotte du wampa, sortie en 2010 sous le numéro 8089 « Hoth Wampa Cave »,, la base Echo de l'Alliance rebelle, sortie en 2011 sous le numéro 7879 « Hoth Echo Base »,, et d'une représentant la bataille de Hoth, celle-ci est sortie en 2019 sous le numéro 40333 « Battle of Hoth - 20th Anniversary Edition »,. De plus, à Legoland California des reproductions en miniature de la base Echo et de la bataille de Hoth sont visibles dans le miniland Star Wars.
La planète apparaît dans l'attraction Star Tours: The Adventures Continue, version rénovée de Star Tours. Le visiteur monte à bord d'un Starspeeder 1000, un vaisseau de transport intergalactique, qui se retrouve pourchassé par l'Empire ou le Premier Ordre car un espion rebelle se trouve à bord. Durant son voyage, le vaisseau visite deux planètes, parmi lesquelles peut se trouver Hoth, dans ce cas le visiteur se retrouve plongé au milieu des combats entre l'Alliance rebelle et l'Empire. Cette attraction est située dans les parcs Disneyland Resort et Walt Disney World Resort aux États-Unis depuis 2011,, à Tokyo Disney Resort au Japon depuis 2013, et à Disneyland Paris en France depuis 2017.
Lucasfilm propose, à l'occasion du 4 mai 2021, de visiter à travers le programme Star Wars Biomes des environnements de la saga Star Wars, notamment Hoth, parcourue avec le point de vue d'un snowspeeder en pleine bataille de Hoth. C'est pourquoi des TB-TT en train de se diriger vers la base Echo sont visibles,.

## Accueil
Hoth se rencontre régulièrement dans les classements sur les planètes de Star Wars. Le site Internet Screen Rant, par exemple, lui attribue dans l'un de ces classements la dixième place. Il précise que quoique le lieu soit peu hospitalier, il possède le mérite de la séquence de début de L'Empire contre-attaque avec la bataille de Hoth notamment. Le site Internet Vulture place quant à lui Hoth vingt-troisième. Il lui reproche le climat extrême et le wampa en superprédateur, mais signale en qualité le tauntaun. En revanche, le site Internet Comic Book Resources n'inclut pas Hoth dans son classement des dix meilleures planètes de la saga mais précise seulement que le climat y est beaucoup plus froid qu'à Yavin 4, précédente base de l'Alliance rebelle.
La liste de vingt-cinq planètes cultes du cinéma du site Internet Allociné comporte Hoth, parmi quatre autres issues de Star Wars : Coruscant, Tatooine, Mustafar et Dagobah.
Le site Internet TheGamer place Hoth de Star Wars: Battlefront II en septième place dans son classement des meilleures planètes de jeux vidéo. Seule une deuxième planète dans Star Wars est mieux classée ; il s'agit de Dathomir de Star Wars Jedi: Fallen Order en cinquième place.

## Analyse
Hoth, comme plusieurs astres de Star Wars, se trouve souvent analysée scientifiquement pour déterminer si et comment une telle planète pourrait exister.

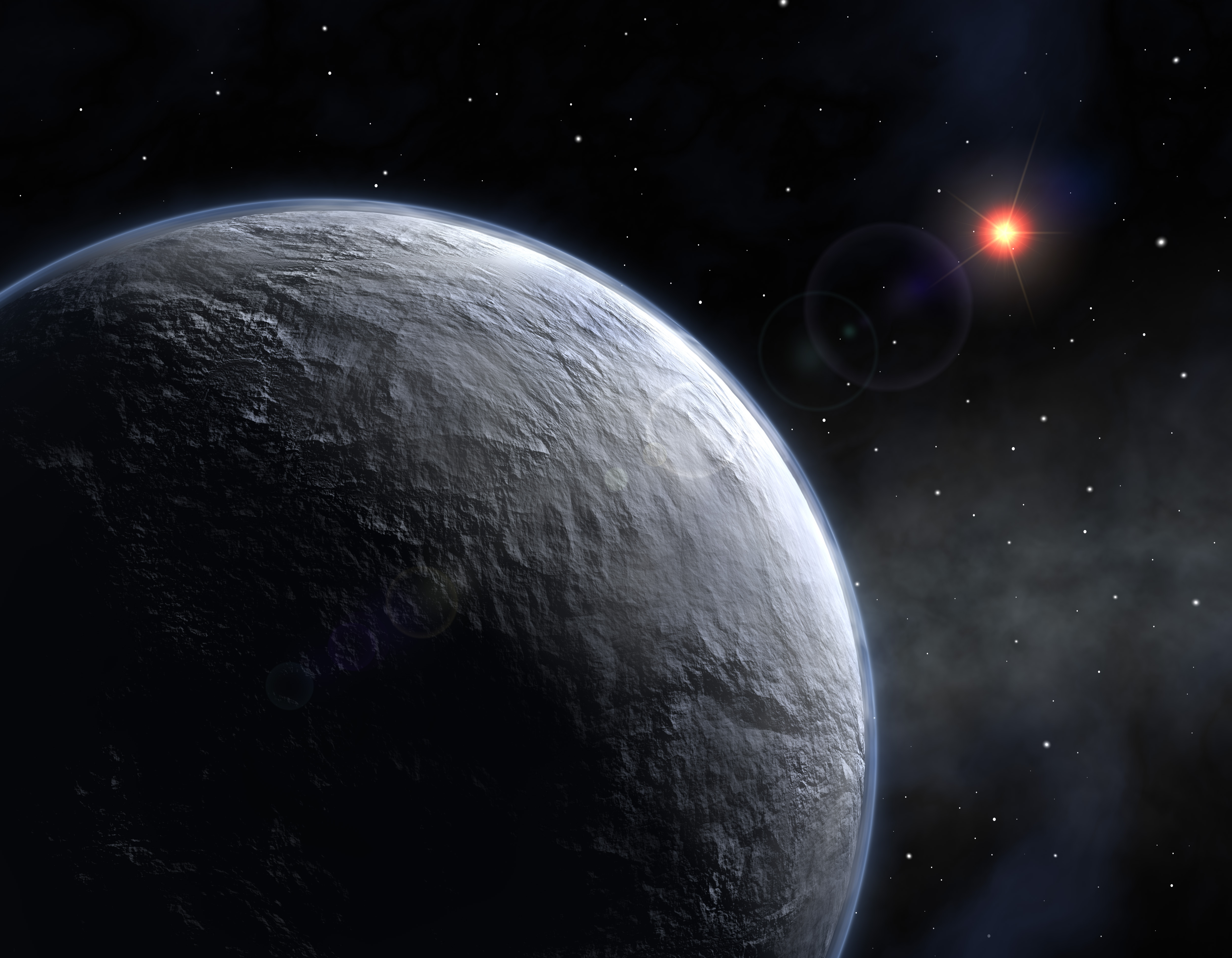
Vue d'artiste de OGLE-2005-BLG-390L b.

Certaines exoplanètes de la réalité peuvent parfois être comparées à Hoth. OGLE-2005-BLG-390L b notamment, située à 21 500 années-lumière du système solaire, est parfois surnommée Hoth en raison de sa surface couverte de glace. Sa température à la surface est estimée à −220 °C, elle est donc beaucoup moins propice au développement de la vie qu'Hoth,,.
Une autre exoplanète pouvait rappeler Hoth, Barnard b annoncée en 2018. Cette super-Terre était effectivement annoncée comme une planète glaciale avec une température moyenne d'environ −168 °C. Barnard b était donc bien plus proche du Soleil que OGLE-2005-BLG-390L b. Elle était censée se situer à 6 années-lumière du système solaire,. 
Des corps célestes du système solaire même peuvent être comparés à Hoth, comme l'effectue un article de la NASA. Ainsi, Europe, satellite naturel de Jupiter et Titan et Encelade, satellites naturels de Saturne, semblent couvertes de glace comme Hoth, mais, différence avec le monde fictif, abritent en dessous un océan,.
D'ailleurs, le modèle de désert froid comme Hoth peut même directement être comparé aux périodes glaciaires de la Terre. Il se peut en effet que Hoth ne soit qu'en ère glaciaire. Pour tenter d'expliquer la présence de tauntauns et de wampas à Hoth, il se trouve que certains astres du système solaire couverts de glace, à l'instar du satellite naturel Europe, pourraient contenir des formes de vie, comme Hoth. Toutefois, ces organismes vivants se trouveraient en océan sous la glace. La vie évoluée en surface serait impossible dans un monde comme Hoth, sachant que la végétation, base de l'alimentation des animaux, y paraît très rare, sauf si en réalité Hoth n'est pas intégralement couverte de glace, ce qui a de fortes chances d'être le cas comme pour la Terre en période glaciaire,,,.
La faune de Hoth est en outre assimilable à une inspiration terrestre. Ainsi, le tauntaun ressemble au lama, si l'on excepte ses défenses de chaque côté de la tête. Quant au wampa, il ne se compare pas réellement à un animal réel, les grands singes étant trop petits et trop frêles pour s'en rapprocher, mais il ressemble particulièrement au yéti folklorique.

## Postérité
Les comics Star Wars Infinities sur L'Empire contre-attaque proposent une version plus sombre de l'intrigue du deuxième film de la saga. Ainsi, dans celle-ci, Luke Skywalker décède à Hoth car le tauntaun de Han Solo étant mort, ce dernier ne peut sauver Luke. La bataille de Hoth tourne alors nettement plus à l'avantage de l'Empire galactique, étant donné que dans la version canonique c'est Luke qui trouve le moyen de vaincre des TB-TT pour l'Alliance rebelle, mais les rebelles parviennent tout de même à fuir Hoth. Finalement, Leia Organa est entraînée par Yoda pour devenir un Jedi, puis un combat oppose le Maître Jedi à Dark Vador, qui s'achève avec leur mort pour terminer la série de comics sur L'Empire contre-attaque.
Un court-métrage réalisé par des fans en 2016 se déroule à Hoth. Il s'agit de Rebel Scum, qui met en scène un pilote rebelle dont le snowspeeder s'est écrasé dans le désert de Hoth et qui trouve un snowtrooper impérial en tentant de trouver un moyen de se sauver,.

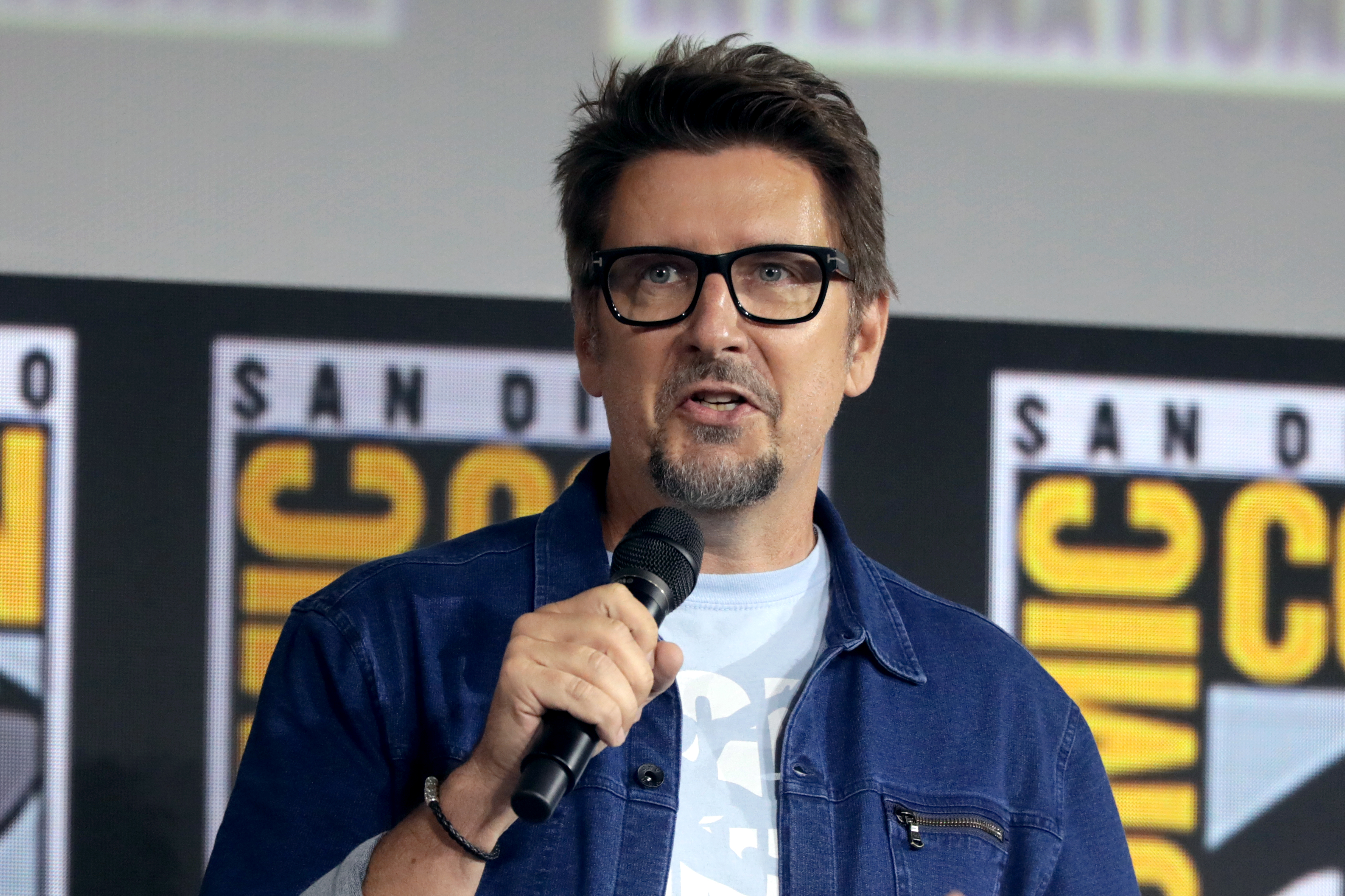
Scott Derrickson, réalisateur intéressé par un projet sur Hoth.

Le site Screen Rant présente trois transformations de paysages de Minecraft en lieux emblématiques de Star Wars, dont la partie de Hoth avec la base Echo. Pour sa part, le site Allociné affirme que la scène de la bataille de Hoth est, parmi une multitude de scènes mémorables de L'Empire contre-attaque, la meilleure. Enfin, certains sites classent Hoth comme étant la meilleure planète de la saga.
Le réalisateur Scott Derrickson affirme en 2020 qu'il voudrait réaliser un film d'horreur qui se déroulerait sur la planète Hoth. Toutefois, son projet n'est pas validé,.
Comme souvent dans l'univers cinématographique Marvel, une référence est faite à un élément de Star Wars, ici la bataille de Hoth. En effet, dans Captain America: Civil War, Spider-Man propose de vaincre un géant Ant-Man comme durant la bataille de Hoth, monde qu'il appelle alors « planète de neige », lorsque les pilotes de l'Alliance rebelle font chuter les TB-TT de l'Empire galactique,,.